# Фибих, Зденек
Зде́нек Фи́бих (чеш. Zdeněk Fibich; 21 декабря 1850, Вшеборжице ― 15 октября 1900, Прага) ― чешский композитор второй половины XIX века, один из наиболее значительных композиторов в чешской музыке после Бедржиха Сметаны и Антонина Дворжака.

## Биография
Родился в семье лесника Яна Фибиха. Мать — Мария Рёмиш — происходила из интеллигентной австрийской семьи и в 1857 году начала обучать сына игре на фортепиано. Дальнейшее образование Фибих получил в Вене (до 1863), затем ― в Праге. Первые сочинения ― песни и фортепианные пьесы, наброски струнного квартета, симфония. В 1865―1867 годы совершенствовался в Лейпцигской консерватории у Игнаца Мошелеса (фортепиано), Саломона Ядассона и Эрнста Рихтера (теория музыки). Ядассон пробудил в нём интерес к полифонии и музыке Баха. В Лейпциге Фибих написал ряд песен, Вторую симфонию g-moll и три оперы. В 1868 году отправился в Париж, а через год ― в Мангейм, где завершил своё образование у дирижёра Винценца Лахнера. С 1871 жил и работал в Праге. В феврале 1873 года женился на Ружене Ханушовой, а в сентябре получил назначение на пост преподавателя музыкального училища в Вильнюсе. Вскоре по возвращении в Прагу в 1874 году Ружена Фибихова умерла, и летом 1875 года композитор женился на её старшей сестре Бетти — оперной певице, исполнившей впоследствии ряд ролей в операх композитора.
В 1875―1881 годах работал хормейстером оперных театров в Праге (в 1878―1881 годах также регентом хора православной церкви), а с конца 1870-х годов полностью посвятил себя композиции, зарабатывая также частными уроками. Сочинения Фибиха 1890-х годов созданы под влиянием его отношений со своей молодой ученицей Анежкой Шульцовой. Шульцова написала либретто к трём последним операм композитора, а в 1900 году вышла в печать её книга «Зденек Фибих: музыкальный силуэт».
В 1899 году Фибих вернулся к активной музыкально-общественной жизни, получив пост советника по репертуару Чешской национальной оперы, но в 1900 году умер от воспаления лёгких.

## Творчество
Фибих ― представитель романтического направления в чешской музыке. Ранние его сочинения находятся под влиянием немецкого романтизма, в частности, Роберта Шумана. В своих операх развивал традиции Сметаны (народные сюжеты, реализм изложения), сочетая их с масштабностью вагнеровской музыкальной драматургии. Перу Фибиха принадлежат десять опер, три симфонии, многочисленные фортепианные и камерные сочинения, песни. В 1892-1898 годах выходил из печати отдельными тетрадями его гигантский фортепианный сборник "Настроения, впечатления и воспоминания", содержащий триста семьдесят шесть пьес.
Многие его оперы основаны на сюжетах чешских народных сказаний, легенд и эпизодов из истории чешского народа. Из их числа наиболее известные «Бланик» и «Шарка», написанные по мотивам национального эпоса. Патриотическая направленность данных работ подчёркивается использованием интонационных особенностей чешской народной песенности. В ряде произведений Фибиха для музыкального театра заметно влияние вагнеровской драматургии как в опере «Мессинская невеста» (по Ф. Шиллеру, 1884) и в мелодраме-трилогии «Ипподамия» (1890—1891, обе — Прага).
Хотя Фибих не преподавал музыкальных учебных заведениях, у него были ученики, ставшие заметными представителями чешской музыкальной культуры, ― композиторы Карел Коваржовиц, Отакар Острчил, Юлиус Раушер, а также музыковед, учёный и композитор Зденек Неедлы.